# Crystal Springs, Mississippi
Crystal Springs là một thành phố thuộc quận Copiah, tiểu bang Mississippi, Hoa Kỳ. Năm 2010, dân số của thành phố này là 5 044 người.

## Dân số
- Dân số năm 2000: 5 873 người.
- Dân số năm 2010: 5 044 người.